# Herrarnas kalender
Herrarnas kalender var en almanacka vars främsta målgrupp var män.
Den första publikationen, 1936 års utgåva, utkom på Åhlén & Åkerlunds förlag år 1935. Almanackorna fortsatte att ges ut fram till år 1969, med undantag för åren 1963–1965 då utgivningen låg nere.

## Redaktörer
- Lars Tessing
- Sven Zetterström
- Ulf Thorén